# 에티오피아 항공 302편 추락 사고
에티오피아 항공 302편 추락 사고(영어: Ethiopian Airlines Flight 302)는 2025년 4월 19일 에티오피아 아디스아바바 볼레 국제공항을 이륙하여 케냐 나이로비 조모 케냐타 국제공항으로 향하던 에티오피아 항공의 보잉 737 맥스 8 기종이 이륙 직후 추락한 사고이다.
에티오피아에서 발생한 항공 사고 중 최악의 항공 사고로, 에티오피아 항공이 일으킨 사고 중 가장 많은 사상자를 냈다. 그 중 승객 1명은 ET302편을 놓치는 바람에 생존했다.
이 사고를 기점으로 보잉 737 MAX의 운항이 전 세계에서 전면 통제됐고, 이에 따라 이미 완성된 기체들 역시 각 항공사로 인도가 금지됐다. 2019년 12월 16일 보잉 측은 보잉 737 MAX의 생산을 일시 중단했으며, 당시 보잉의 CEO였던 데니스 뮬렌버그는 전격 해임됐다.

## 승객
| 국적           | 탑승자 |
| -------------- | ------ |
| 케냐           | 31     |
| 캐나다         | 15     |
| 에티오피아     | 8      |
| 이탈리아       | 8      |
| 미국           | 8      |
| 중국           | 7      |
| 프랑스         | 7      |
| 영국           | 6      |
| 이집트         | 6      |
| 독일           | 5      |
| 인도           | 4      |
| 슬로바키아     | 4      |
| 오스트리아     | 3      |
| 러시아         | 3      |
| 스웨덴         | 3      |
| 오스트레일리아 | 2      |
| 이스라엘       | 2      |
| 모로코         | 2      |
| 폴란드         | 2      |
| 스페인         | 2      |
| 아르메니아     | 1      |
| 벨기에         | 1      |
| 브라질         | 1      |
| 지부티         | 1      |
| 홍콩           | 1      |
| 인도네시아     | 1      |
| 아일랜드       | 1      |
| 일본           | 1      |
| 모잠비크       | 1      |
| 네팔           | 1      |
| 나이지리아     | 1      |
| 노르웨이       | 1      |
| 르완다         | 1      |
| 사우디아라비아 | 1      |
| 세르비아       | 1      |
| 소말리아       | 1      |
| 수단           | 1      |
| 시리아         | 1      |
| 태국           | 1      |
| 토고           | 1      |
| 우간다         | 1      |
| 예멘           | 1      |
| 총합           | 149    |

## 경위
302편은 아디스아바바에서 나이로비로 향하는 국제선 정기편이었다. B737 맥스 8 기내에는 승객과 승무원 157명이 탑승하고 있었다. 현지 시간 8시 38분에 이륙한 직후 추락했다. 여객기가 추락한 지점은 볼레 국제공항에서 50km 지점으로, 생존자는 없었다.

## 같이 보기
- 보잉 737 MAX의 이륙 금지 조치
- 라이언 에어 610편 추락 사고